# Jevgenij Tjernysjov
Jevgenij Vasiljevitj Tjernysjov (ryska: Евгений Васильевич Чернышёв), född 22 februari 1947 i Proletarskij, Moskva oblast, är en rysk tidigare handbollsspelare (högernia), tävlande för Sovjetunionen.
Han var med och tog OS-silver 1980 i Moskva.